# Боттеккья, Оттавио
Оттавио Боттеккья (итал. Ottavio Bottecchia; 1 августа 1894, Колле-Умбрето — 15 июня 1927, Джемона-дель-Фриули) — итальянский шоссейный велогонщик, двукратный победитель Тур де Франс (1924 и 1925 годов). Выходец из бедной семьи пришёл в велоспорт очень поздно, и лишь в 28-летнем возрасте стал профессионалом. Вскоре он стал первым итальянцем, выигравшим французскую супермногодневку, а в 32 года погиб на тренировке при невыясненных обстоятельствах.

## Биография

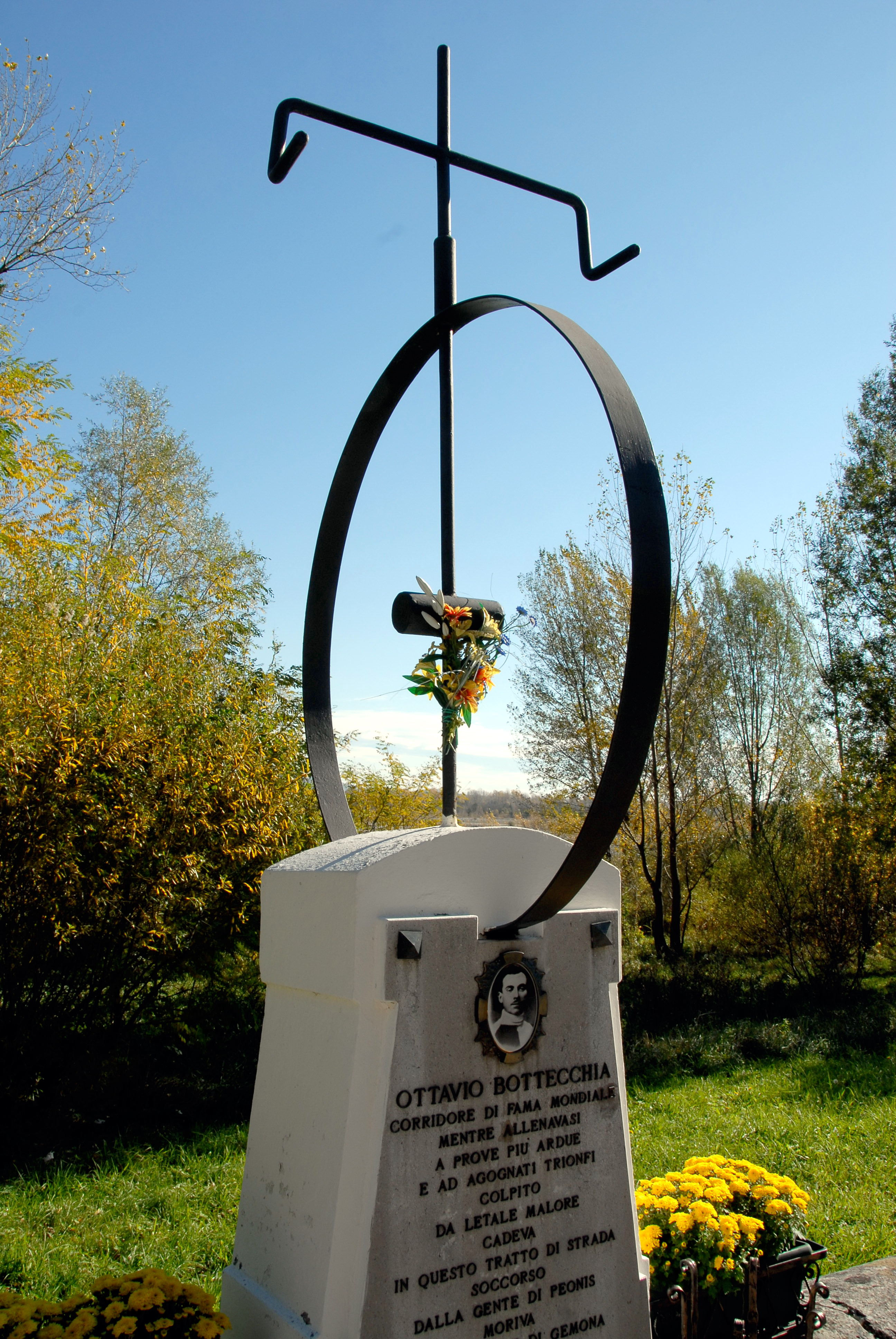
Памятник Боттеккьи в Тразагисе

Оттавио родился в бедной и многодетной семье. В детстве он был вынужден работать не только летом на мельнице отца, но и зимой на стройке, что не давало возможности ходить в школу. Оттавио получил возможность кататься на велосипеде, когда оный купил его старший брат Джованни. В какой-то момент семья зажила благополучно, но вскоре оба остававшихся в отчем доме сына (Оттавио и Джованни) были призваны на фронт Первой мировой войны. Они попали в подразделение разведчиков-велосипедистов, где Оттавио часто выигрывал велогонки. Он получил Бронзовую медаль за воинскую доблесть (Valor militare). Оба брата вернулись с войны живыми, но дома их ждали голод и безработица. Оттавио перебрался во французский Клермон-Ферран, где стал работать каменщиком. Перед и после работы он тренировался на велосипеде, доставшемся ему на войне, а в выходные участвовал в любительских гонках. В 1920 года Боттеккья вернулся на родину, где вскоре женился. Их дочка умерла через полгода после рождения, но Оттавио вскоре достиг некоторых успехов в велоспорте. Он выиграл несколько гонок на севере страны, и в 1922 году начал получать первую зарплату в велоспорте. За 150 лир в месяц его нанял первый победитель Джиро д’Италия Луиджи Ганна, ставший производителем велосипедов. В том же сезоне Боттеккья стал 8-м на Джиро ди Ломбардия, но внимание болельщиков больше привлекло 9-е место на Милан — Сан-Ремо 1923 года, где он долгое время боролся за победу в отрыве.
В мае Оттавио дебютировал на Джиро д’Италия, где занял 5-е место и победил в зачёте «одиночек» (гонщиков без команды). На него обратил внимание скаут французской команды Automoto, чей владелец хотел начать экспансию на итальянский рынок. Подписав контракт с командой, Боттеккья получал 2000 лир за этап Тур де Франс. Он был всего одним из двух итальянцев, стартовавших на Туре, начавшемся через две недели после Джиро. Соотечественники Оттавио не жаловали французскую гонку, потому что в те времена она была гораздо тяжелее Джиро: в 2 раза более протяжённая, она включала изматывающие горные этапы, а Анри Дегранж стремился максимально усложнить жизнь гонщикам жёсткими ограничениями. Лидером Automoto был Анри Пелиссье, который и выиграл гонку, однако и финишировавший вторым Боттеккья стал её героем: он выиграл 2-й этап и 6 дней носил жёлтую майку. До этой гонки Оттавио выделялся в пелотоне своей нищетой: он ехал в рваной форме, а выданное перед этапом питание не съедал, а отправлял семье. После успеха Боттеккья практически разбогател: команда установила ему зарплату в 40 000 лир; а читатели La Gazzetta dello Sport, в том числе Бенито Муссолини, собрали новому итальянскому герою 60 000, скинувшись по одной лире. Оттавио пробился в элиту, его приглашали выступать на треке, а на парной Джиро провинции Милан (предшественнице Трофео Баракки) он победил с самим Костанте Джирарденго.
На Тур де Франс 1924 правила ещё более ужесточились: гонщикам запретили по ходу этапа подбирать и скидывать одежду и оборудование, и для сошедших братьев Пелиссье это оказалось слишком. Для возившего в войну на велосипеде пулемёт Боттеккьи конкурентов в гонке практически не нашлось: он выиграл 4 этапа и лидировал с первого этапа до конца. Через год итальянец повторил успех. Оттавио снова первым облачился в жёлтую майку, но Аделин Бенуа дважды перехватывал у её, пока на 9-м горном этапе гонщики Automoto не «привезли» бельгийцу 45 минут. Боттеккья второй год подряд выиграл 1-й, 6-й, 7-й и последний этапы гонки. Его слава достигла Америки, где итальянские эмигранты в Аргентине с восторгом встречали знаменитого соотечественника; Оттавио купил большой дом в Порденоне и даже лимузин. В 1926 году гонщик вместе с механиком Теодоро Карниелли создал свою марку велосипедов, Bottecchia, в наши дни продающую десятки тысяч велосипедов в год.
Началом конца для Боттеккьи стал холодный Тур 1926 года, где он сошёл в слезах на 10-м этапе, и до этого не показывая вразумительных результатов. Во время гонки Оттавио подхватил хроническое заболевание, хотя так и не пошёл к врачу: у него болели бронхи и спина, мучил кашель. Он проваливал одну гонку за другой, порой сходя вскоре после старта. Весной 1927 года на тренировке погиб его брат Джованни, пробивший голову после столкновения с автомобилем. Через месяц примерно такая же судьба постигла и самого Оттавио. 3 июня крестьяне нашли его на обочине дороге, где тренировался Оттавио. Его череп был пробит, ключица и другие кости сломаны. Боттеккью доставили в больницу Джемоны, где он скончался через полторы недели, не приходя в сознание. Медицинская экспертиза привела врачей к выводу, что Боттеккья упал с велосипеда в результате солнечного удара. Однако падение произошло рано утром, когда жары ещё не было. Также против солнечного удара свидетельствовали велосипед, не пострадавший при возможном падении, и победы на Тур де Франс, где организм Боттеккьи переносил несравнимо более тяжёлые испытания.
Среди версии гибели гонщика фигурировало столкновение с покинувшим место происшествия автомобилем, однако главной стало убийство, и подозреваемых оказалось много. Через много лет мелкий нью-йоркский мафиози итальянского происхождения перед смертью заявил, что братья Боттеккья были убиты по указу «крёстного отца» из-за отказа участвовать к договорных гонках. Однако никаких других свидетельств данной версии не найдено. Другим признавшимся перед смертью в убийстве гонщика стал фермер, чей виноград якобы ел с лозы гонщик, убитый броском не то палки, не то камня. Однако характер травм не совпадает с описанным методом убийства, а виноград в то время ещё не созревает. Многие годы принадлежавший к рабочему классу Боттеккья был социалистом, а потому заказчиком убийства назывался Муссолини. Данная версия сомнительна, так как Оттавио свои политические взгляды особо не афишировал и не имел политического влияния. Подозрение вызвали также отказы двух велогонщиков поехать тренироваться вместе с заезжавшим к ним 3 июня Боттеккьей. Среди остальных версий фигурируют гипотетический любовник жены, получившей после смерти мужа 500 тысяч лир по страховке, и ненавидевшие представителя фашистского государства французские болельщики.

## Достижения
- Победа (1924, 1925), 2-е место в общем зачёте (1923) и 9 выигранных этапов Тур де Франс
- 5-й в общем зачёте Джиро д’Италия (1923)
- 4-й (1923, 1926) и 8-й на Джиро ди Ломбардия
- 5-й (1924) и 9-й (1923) на Милан — Сан-Ремо
- 8-й на Париж — Тур (1924)
- Победа на 2-м этапе и 2-й в общем зачёте Тура Страны Басков (1926)
- Победа на Джиро провинции Милан (1924 и 1925, оба раза вместе с Костанте Джирарденго)